# Alopecosa licenti
Alopecosa licenti este o specie de păianjeni din genul Alopecosa, familia Lycosidae. A fost descrisă pentru prima dată de Schenkel, 1953. Conform Catalogue of Life specia Alopecosa licenti nu are subspecii cunoscute.